# August Wilmanns
August Wilmanns (Vegesack, 25 marzo 1833 – Berlino, 27 ottobre 1917) è stato un filologo classico e bibliotecario tedesco.

## Biografia
Studiò filologia classica presso le Università di Bonn e Tubinga, conseguendo il dottorato nel 1863 con una tesi sullo studioso romano Marco Terenzio Varrone. Nel 1870 iniziò a lavorare come bibliotecario all'Universitätsbibliothek di Friburgo, successivamente fu professore nelle università di Innsbruck (1871) e Kiel (1873). Nel 1874 fu chiamato come Oberbibliothekar (capo bibliotecario) dell'Università di Königsberg, poco dopo, con lo stesso titolo alla Niedersächsische Staats- und Universitätsbibliothek di Gottinga (1875).
Dal 1886 al 1914 fu direttore generale della Königliche Bibliothek (Biblioteca reale) a Berlino, successore di Karl Richard Lepsius.

## Opere principali
- De M. Terentii Varronis libris delingua latina, 1863.
- De M. Terenti Varronis libris grammaticis, 1864.
- Placidus, Papias und andere lateinische Glossare, 1869 (con Hermann Usener).
- Verzeichniss der von der Königlichen Bibliothek zu Berlin erworbenen Meermann-Handschriften des Sir Thomas Phillipps, 1892 .
- Beiträge zur Bücherkunde und Philologie, 1903.[3]